# Zacharias Garcaeus
Zacharias Garcaeus (* 11. Januar 1544 in Pritzwalk; † 9. März 1586 in Brandenburg an der Havel), eigentl. Gartz, war ein deutscher Theologe, Jurist und Historiker.

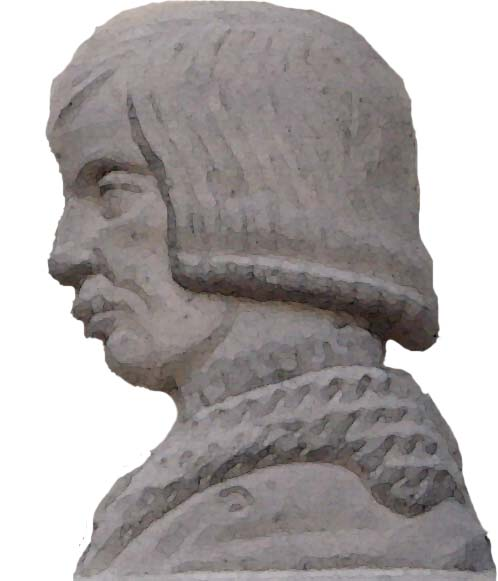
Zacharias Garcaeus nach einem Relief über dem Ostportal des Rathauses der Altstadt Brandenburg an der Havel

## Leben

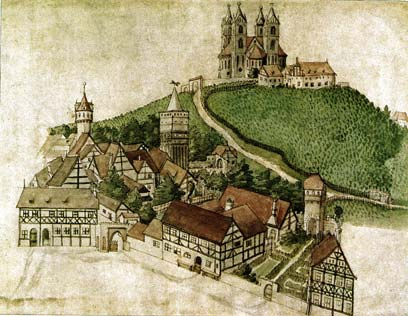
Die Marienkirche von Brandenburg an der Havel nach einem Bild des
Stadtschreibers Zacharias Garcaeus aus dem Jahre 1588

Garcaeus wurde als Sohn des Pritzwalker Bürgermeisters Joachim Gartz und Neffe des berühmten Theologen Johannes Garcaeus geboren. Er wuchs in Pritzwalk auf und erhielt an der dortigen Lateinschule seine erste Ausbildung. Vermutlich wechselte er an die evangelisch-lutherische Stadtschule nach Magdeburg. 1564 wurde Garcaeus an der Universität Wittenberg immatrikuliert. Einer seiner dortigen Lehrer war Caspar Peucer. 1571 kehrte er als Rektor an seine einstige Pritzwalker Schule zurück.
Ostern 1575 übernahm er unter Bürgermeister Simon Roter das Amt des Konrektors der Lateinschule an St. Gotthardt der Altstadt Brandenburg.
Nebenbei bekleidete er ab 1576 das Amt eines Stadtschreibers, welches damals noch unter dem Titel eines Syndicus geführt wurde. Zudem wurde er an den Brandenburger Schöppenstuhl, der, in Havelmitte zwischen Neustadt Brandenburg und Altstadt Brandenburg gelegen, der damalige märkische juristische Oberhof und Appellationsinstanz war, ebenfalls als Schreiber und Beisitzer berufen.
Seine Stellung unter den Honoratioren der Altstadt Brandenburg verfestigte sich mit seiner Aufnahme in den Magistrat und seiner Hochzeit im Jahre 1576 mit Anna Schüler (oder niederdeutsch Schuller), der Tochter des Bürgermeisters Andreas Schüler.
In seiner Funktion als Stadtschreiber hatte er auch kameralistische Aufgaben wahrzunehmen.
Trotz seines überragenden beruflichen Erfolges musste Zacharias Garcaeus schwerste persönliche Tragik erfahren: Seine vier Kinder Anna, Joachim, Magdalene und Zacharias d. J. starben vor ihm. Er selbst wurde nur 42 Jahre alt.

## Bedeutung
Zacharias Garcaeus war ein ausgewiesener Schulmann, der in den Städten Pritzwalk und Altstadt Brandenburg die reformatorische Kindererziehung maßgeblich beförderte. Daneben profilierte er sich durch die Erstellung einer profunden und umfassenden märkischen Chronik zu einem der bedeutendsten brandenburgischen Chronisten neben Engelbert Wusterwitz und Jacob Paul Freiherr von Gundling.
Garcaeus schuf vom Turm der Gotthardtkirche die erste bekannte Stadtansicht von Brandenburg, auf der seine noch heute stehende Lateinschule, der Rathenower Torturm und die Marienkirche zu sehen sind.
Die Stadt Brandenburg dankte ihrem Stadtschreiber für seine Lebensleistung, indem sie seine reliefierte Büste über dem Portal des Altstädtischen Rathauses in der Schusterstraße abbildete.